# Unidad periférica de Quíos
Unidad periférica de Quíos (en griego, Περιφερειακή Ενότητα Χίους) es una unidad periférica de Grecia que forma parte de la periferia de Egeo Septentrional. La unidad periférica comprende la homónima isla de Quíos y las pequeñas islas de Psará, Antipsara (deshabitada) y Oinousses. Tiene dos representantes en el parlamento griego. Hasta el 1 de enero de 2011 fue una de las 51 prefecturas en que se dividía el país.
La unidad periférica tiene una superficie de 904,23 km² y una población de 53 817 habitantes (2005). La capital es la ciudad de Quíos, situada en la homónima isla de Quíos.

## Municipios
Desde el año 2011, la unidad periférica de Quíos se divide en los siguientes tres municipios: 

Municipios de la unidad periférica de Quíos.

| Municipio | Población (2011) | Capital | Número |
| --------- | ---------------- | ------- | ------ |
| Quíos     | 51 390           | Quíos   | 1      |
| Inuses    | 826              | Inuses  | 2      |
| Psará     | 458              | Psará   | 3      |